# Giovanni Codato
Giovanni Codato (Saronno, 28 giugno 1999) è un canottiere italiano.

## Biografia
È fratello della conttiera Alice Codato.
Agli europei di Monaco di Baviera 2022 ha gareggiato nel 4 senza, concludendo 8º.
Dal 2022 gareggia nel 2 senza con Davide Comini.
Agli europei di Bled 2023 ha ottenuto in 9º posto in classifica. Ai mondiali di Račice 2022 si è piazzato 8º.
Agli Europei di Seghedino 2023 ha guadagnato il 6º posto. Ai mondiali di Belgrado 2023 ha concluso al 10º posto.
Ha rappresentato l'Italia ai Giochi olimpici estivi di Parigi 2024, concludendo 12º nel due senza.